# سیبیای پشت‌حنایی
سیبیای پشت‌حنایی (نام علمی: Leioptila annectens) پرنده گنجشک‌سان از خانواده توکایان خندان است.
در گشته در سردهٔ سیبیاها قرار داشت اما اکنون تنها گونه از سردهٔ Leioptila است.
از هیمالیا تا مرکز ویتنام جنوبی یافت می‌شود. زیستگاه طبیعی آن جنگل‌های دشت نمناک نیمه‌گرمسیری یا گرمسیری و جنگل‌های کوهستانی نمناک نیمه‌گرمسیری یا گرمسیری است.